# Referendum o pokojninskem in invalidskem zavarovanju
Referendum o pokojninskem in invalidskem zavarovanju je bil naknadni zakonodajni referendum, ki je potekal 5. junija 2011. Na isti dan sta potekala tudi referenduma o arhivih in o preprečevanju dela na črno.